# Option (Alsace-Moselle)
L'option était une clause du Traité de Francfort permettant aux habitants de l'Alsace-Lorraine de choisir leur nationalité, française ou allemande. Cette clause n'était valable que de la signature du traité, le 10 mai 1871, jusqu'au 1er octobre 1872.

## Contexte

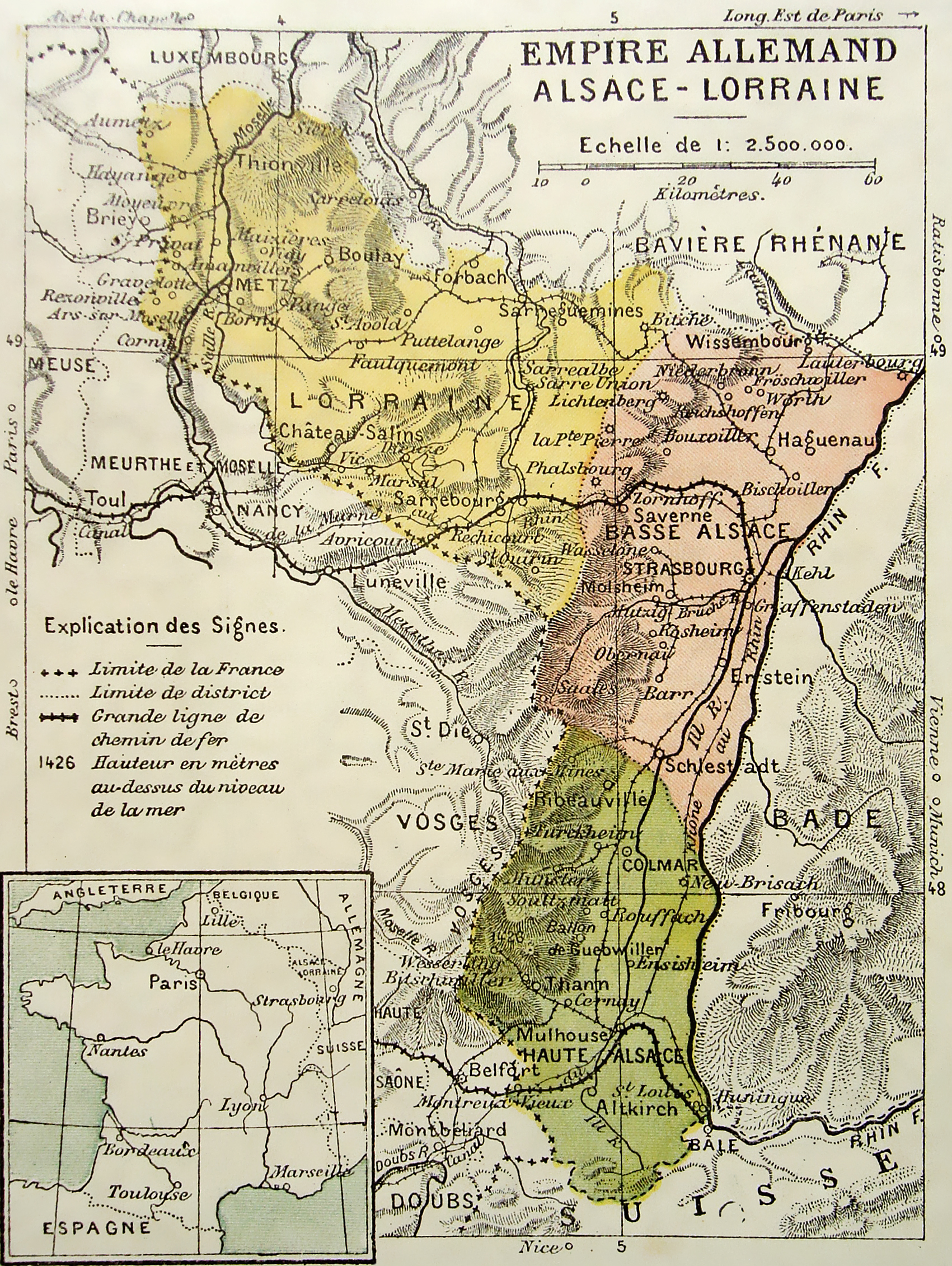
L'Alsace-Lorraine annexée.

Après la guerre de 1870, perdue par la France, l'Alsace-Lorraine — en pratique, la « Lorraine » se limite à l'actuel département de la Moselle, redécoupé à cette occasion — est rattaché au nouvel Empire allemand par le Traité de Francfort.

## Cadre juridique
L'article 2 du traité de Francfort est ainsi rédigé : 

« Les sujets français, originaires des territoires cédés, domiciliés actuellement sur ce territoire, qui entendront conserver la nationalité française, jouiront, jusqu'au 1er octobre 1872, et moyennant une déclaration préalable faite à l'autorité compétente, de la faculté de transporter leur domicile en France et de s'y fixer, sans que ce droit puisse être altéré par les lois sur le service militaire, auquel cas la qualité de citoyen français leur sera maintenue,. »

Le cadre de l'option n'est précisé plus avant, ce qui nécessite des ajustements ultérieurs. Une convention additionnelle est promulguée le 23 juillet de la même année, stipulant que :

« Pour les individus originaires des territoires cédés qui résident hors d'Europe, le terme fixé par l'article 2 du traité de paix pour l'option entre la nationalité française ou la nationalité allemande est étendues jusqu'au premier octobre 1873. L'option en faveur de la nationalité française résultera, pour ceux des individus qui résident hors d'Allemagne, d'une déclaration faite soit aux maires de leur domicile en France, soit dans une chancellerie diplomatique ou consulaire française, ou de leur immatriculation dans une de ces chancelleries. Le gouvernement français notifiera au gouvernement allemand, et par périodes trimestrielles, les listes nominatives qu'il aura fait dresser d'après ces mêmes déclarations. »

La formulation implique que les seules personnes concernées par l'option sont celles nées dans les territoires annexés. La convention additionnelle précise en outre le sort des militaires. Le choix de la nationalité allemande les libérait de leur enrôlement. À l'inverse, le choix de la nationalité française impliquait un service de cinq années dans l'armée d'Afrique.
Le cas des enfants, la majorité étant à vingt-et-un ans à l'époque, est envisagé différemment côtés allemand et français. Du point de vue des Allemands, une seule option commune à toute la famille, c'est-à-dire celle du père, est retenue. La France, en revanche, reconnaissait aux enfants le droit de choisir la France même si leurs parents faisaient le choix contraire. Pour les femmes mariées, le même paradoxe faisait coexister la possibilité de choisir sous leur nom de jeune fille, du point de vue français, et l'obligation de se conformer au choix du mari, du point de vue allemand,.
Quant aux personnes nées dans d'autres départements français que les territoires annexés, mais demeurant dans ces derniers, la question ne se pose pas pour elles : elles sont jugées françaises et invitées à quitter les territoires annexés avant le 1er octobre 1872.

## Conséquences
Les déclarations remportent un très vif succès. Dans leur immense majorité, les déclarants choisissaient la nationalité française. Les très rares exceptions sont souvent le fait de militaires souhaitant quitter le service, ou de bagnards dont la peine était en cours, et qui choisissaient l'Allemagne dans l'espoir d'une réduction de peine. 539 655 déclarations sont enregistrées. 378 777 d'entre elles, soit un peu plus de 70%, sont le fait d'Alsaciens-Lorrains résidant en France ou à l'étranger.
Les 160 878 déclarations ne correspondent pas pour autant à autant d'émigrants. Seuls 49 926 personnes émigrent réellement, les 110 952 autres choisissant la nationalité française mais n'ayant pas le courage ou la possibilité d'abandonner leur situation, leur langue ou leur environnement. Certains partent et reviennent ensuite, découragés par les difficultés.
Des Alsaciens-Lorrains n'ayant pas opté pour la France avant l'expiration du délai légal se voient donc attribuer, par défaut, la nationalité allemande, mais choisissent cependant d'émigrer en France par après, en tant qu'Allemands, et d'obtenir la nationalité française par les voies administratives habituelles.